# Thomas Bilotti
Thomas „Tommy“ Bilotti (* 23. März 1940 in New York City, New York; † 16. Dezember 1985 in Manhattan, New York City, New York) war ein US-amerikanischer Mobster und Underboss (Stellvertreter) von Paul Castellano, dem Oberhaupt der „Gambino-Familie.“ Bilotti wurde intern auf Grund seiner Glatze, die er durch ein Toupet zu verdecken versuchte, auch „The Wig“ (amerikanisch für ‚Perücke‘) und wegen seiner Arbeit als Leibwächter „The Doberman“ (englisch für ‚Dobermann‘) genannt.

## Leben

### Frühe Jahre
Die Eltern Bilottis waren italienische Emigranten. Der Vater stammte aus Rom, die Mutter, eine geborene Gheraldi, aus der Lombardei nahe Mailands. Thomas war der mittlere von drei Brüdern: James Bilotti und Joseph V. Bilotti.
Die Bilotti-Brüder gehörten bald der „Streetcrew“ der Gambino-Familie auf Staten Island an, die von dem Capo Michael D’Alessio geleitet wurde. Bilotti diente dabei auch noch als Fahrer und Bodyguard von Alexander DeBrizzi und arbeitete für den Bruder von Michael D’Alessio: John „Johnny Dee“ D’Alessio und Matthew Cuomo, dem Vater von Ralph „Raffie“ Cuomo und Joseph Armone.
1970 erhielt Thomas Bilotti zusammen mit seinem Bruder Joseph den Auftrag, Tommy Ernst, den Freund der Tochter von John D’Alessio, zu ermorden. Der Mordauftrag scheiterte jedoch, da die bewaffnete Tochter das Feuer der Attentäter erwiderte. Allerdings wurde Ernst dann einige Monate später ermordet, als er das Haus der D'Alessios in Staten Island verlassen wollte.
Nicht nur durch den Mord war die Reputation von Bilotti als „tough guy“ (am: rauer Kerl) gewachsen und er leitete eine Gruppe von Dieben, die auf beiden Seiten der Verrazzano-Narrows Bridge tätig war. Bei dieser Geschäftstätigkeit schlug Tommy aus Versehen Robert Pate nieder, dessen Bruder John Pate ein Soldato der Colombo-Familie war.

### Paul Castellano
Bilotti wurde Chauffeur und Leibwächter von Paul Castellano, der ihn als Mentor förderte. Zwischen beiden entwickelte sich eine Freundschaft. Als Castellano 1976 zum Oberhaupt der Gambino-Familie wurde, stieg auch Bilottis Reputation in der Familie an, aber zwischen den eleganten Assoziierten und angeheuerten Finanzberatern, die Castellano um sich versammelte, blieb er immer ein Außenseiter. Dazu trug auch sein äußeres Erscheinungsbild bei, das an einen Pittbull erinnerte: Bilotti wog etwa 110 Kilogramm, die auf kurzen dicken Beinen ruhten und hatte einen dicken Glatzkopf. Auf seinem rechten Oberarm trug er ein Tattoo und seine Fingernägel waren dermaßen gekrümmt, das sie an Klauen erinnerten.
Castellano hatte Bilotti in seinem Unternehmen „Scara-Mix Inc.“ an der 2537 Richmond Terrace auf Staten Island untergebracht, die von dessen Söhnen Paul Jr. and Phillip geleitet wurde. Es war ein sogenannter „no-show job“; das heißt Bilotti tauchte nur auf den Lohnabrechnungen auf, in dem Unternehmen war er weder anzutreffen noch leistete er irgendeine Arbeit.
Bilottis Arbeitsbereich waren das „labor racketeering“, die Erpressung und der Kreditwucher. Sein grobschlächtiges Äußeres stand dabei in starkem Kontrast zu seiner hohen Stimme, die einer falsch gespielten Klarinette ähnlich gewesen sein soll. Insbesondere sein fellfarbenes Toupet verstärkte noch sein groteskes Auftreten. Aber Bilotti war alles andere als eine Witzfigur; FBI-Agent Joseph O’Brien beschrieb Bilotti im Rückblick als wachsamen, hart arbeitenden, furchtlosen und loyalen Untergebenen Castellanos.
Sein Ansehen bei seinem Boss war so groß, dass dieser ihn zu seinem Nachfolger vorgesehen hatte und ihn, nach dem Tod des bisherigen Gambino-Underboss Aniello Dellacroce, zu seinem Stellvertreter ernannt hatte.

### Das Ende
Innerhalb der Gambino-Familie war ein Konflikt aufgetreten; John Gottis Leute, insbesondere sein Bruder Gene Gotti, waren alle als Drogenhändler bekannt, was mehrmals zu Konflikten mit dem Boss Paul Castellano führte. Dieser hatte Drogenhandel unter Androhung der Todesstrafe verboten. Aniello Dellacroce, Castellanos zweiter Mann, unterstützte Gotti und verhinderte dessen Exekution. Im Dezember 1985 verstarb Dellacroce allerdings an Krebs.
Mit der drohenden Gefahr, dass Castellano nun gegen die Überreste der Dellacroce-Gotti-Crew vorgehen würde, entschloss sich Gotti, selbst die Initiative zu ergreifen und plante die Beseitigung seines Bosses. Castellano und Bilotti wurden am 16. Dezember 1985 vor dem „Sparks Steak House“ in Manhattan erschossen.
Beim Anschlag auf Castellano/Bilotti bestand das eigentliche Team vermutlich aus elf Angreifern. Während Gotti und Gravano das Attentat aus einem Auto auf der gegenüberliegenden Seite beobachteten, bestand das eigentliche vierköpfige Hitteam vermutlich aus Vincent Artuso, Salvatore „Fat Sally“ Scala, Edward Lino und John Carneglia. Als Rückhalt für eventuelle Probleme standen wahrscheinlich Dominick Pizzonia, Angelo Ruggiero, Joseph Watts, Richard „The Iceman“ Kuklinski und Anthony „Tony Roach“ Rampino bereit. Polizeiquellen vermuten, dass die tödlichen Castellano-Schüsse Carneglia abgegeben hat, während Rampino Thomas Bilotti ermordete. Der Mord ging als „Steakhouse-Massacre“ in die Kriminalgeschichte ein. Bilotti wurde in New Dorp, New York auf demselben Friedhof wie Castellano bestattet.

## Familie
James und Joseph V. Bilotti waren Thomas Bilotti in die Gambino-Familie gefolgt. Sein Bruder James war unter anderem in den 1970er und 1980er Jahren als Leibwächter für Frank Sinatra tätig. Thomas Bilotti hatte neun Kinder, sein Bruder James ebenfalls und war der Patenonkel von 27 Kindern. Sein jüngstes Kind war gerade sechs Wochen alt, als er zusammen mit seinem Boss ermordet wurde. Auf Grund des gemeinsamen Namens der Mutter mit der italienischen Schauspielerin Cesarina Gheraldi wurde oft ein familiärer Zusammenhang vermutet, der jedoch nicht existiert.

## Adaptionen
- 1996 wurde „Tommy Bilotti“ in dem US-amerikanischen Fernsehfilm Der Untergang der Cosa Nostra (Gotti) durch Ron Gabriel verkörpert.
- Der Pate von New York – (2001) Fernsehfilm von TNT. Richard Foronjy spielte Bilotti.